# ロイス

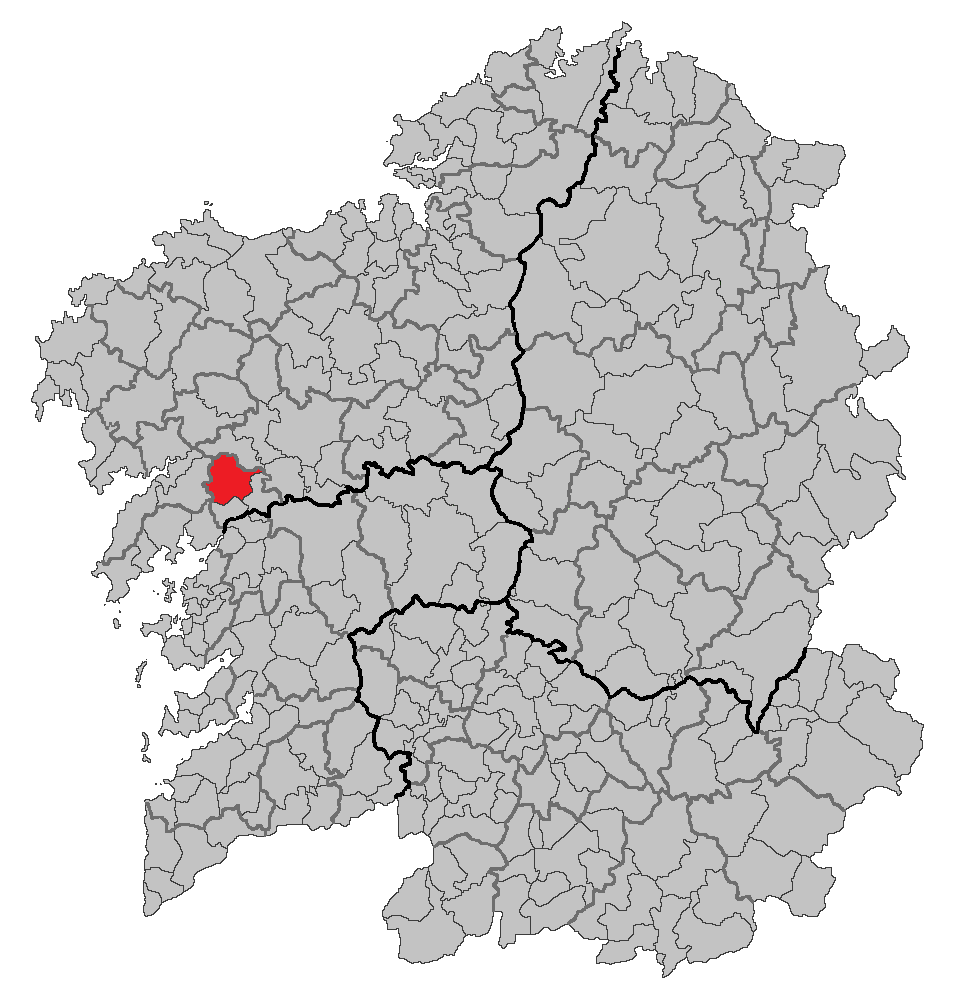
ガリシア州内の位置

ロイス（Rois）はスペイン、ガリシア州、ア・コルーニャ県の自治体で、コマルカ・ド・サールに属する。ガリシア統計局によると、2012年の人口4,871人（2009年：4,995人、2008年：5,012人、2006年：5,105人、2005年：5,149人、2004年：5,122人、2003年：5,137人）。住民呼称は男女同形で、roisense。
ガリシア語話者の自治体住民に占める割合は99.52%（2001年）。

## 地理
ロイスはア・コルーニャ県の南東部に位置する。隣接する自治体は、北はブリオンと、南はドドロとリアンショと、東はパドロンとテオと、西はロウサーメである。面積は92.8km²で、12の教区に分かれる。
ロイスの中心はオイン教区のサミル地区にある。自治体の最高地点ははトレイト山の657mで、最低地点はセイラ教区のサール川で6mである。
ロイスはパドロン司法管轄区に属す。

### 人口
住民は12の教区の111の地区（集落）に居住する。
| ロイスの人口推移 1900－2010                             |
|                                                         |
| 出典:INE（スペイン国立統計局）1900年 - 1991年、1996年 - |

## 政治
自治体首長はガリシア国民党（PPdeG）のラモン・トホ・レンス（Ramón Tojo Lens）。自治体評議員は、ガリシア国民党：7、ガリシア民族主義ブロック（BNG）：3、ガリシア社会党（PSdeG-PSOE）：1となっている（2011年5月22日の自治体選挙結果、得票順）。
| 1999年6月13日自治体選挙 |        |        |          |
| 政党                    | 得票数 | 得票率 | 獲得議席 |
| PPdeG                   | 1,697  | 49.90% | 7        |
| PSdeG-PSOE              | 852    | 25.05% | 3        |
| BNG                     | 817    | 24.02% | 3        |

| 2003年5月25日自治体選挙 |        |        |          |
| 政党                    | 得票数 | 得票率 | 獲得議席 |
| PPdeG                   | 1,715  | 46.39% | 6        |
| BNG                     | 983    | 26.59% | 4        |
| PSdeG-PSOE              | 969    | 26.21% | 3        |

| 2007年5月27日自治体選挙 |        |        |          |
| 政党                    | 得票数 | 得票率 | 獲得議席 |
| PPdeG                   | 1,832  | 49.57% | 7        |
| BNG                     | 867    | 23.46% | 3        |
| PSdeG-PSOE              | 760    | 20.56% | 3        |
| PG                      | 197    | 5.33%  | 0        |

| 2011年5月22日自治体選挙 |        |        |          |
| 政党                    | 得票数 | 得票率 | 獲得議席 |
| PPdeG                   | 2,046  | 60.57% | 7        |
| BNG                     | 990    | 29.31% | 3        |
| PSdeG-PSOE              | 310    | 9.18%  | 1        |

## 教区
ロイスは12の教区に分けられている。
- アウガサンタス（サン・ビセンテ）
- ブシャン（サン・ショアン）
- コスタ（サン・ミゲル）
- エルメデーロ（サン・マルティーニョ）
- エルボーゴ（サン・ペドロ）
- レローニョ（サンタ・マリーア）
- オイン（サンタ・マリーア）
- リバサール（サンタ・マリーニャ）
- ロイス（サン・マメーデ）
- セイラ（サン・ロウレンソ）
- ソリーバス（サン・トメ）
- ウルディルデ（サンタ・マリーア）